# Gimnasio inferior (Priene)
El Gimnasio de abajo fue una antiguo gimnasio en Priene en Asia Occidental, en la actual Turquía.

## Historia
Se construyó en el período helenístico en torno al 130-100 a. C. Además de los hallazgos arqueológicos y los detalles estilísticos, la fecha está respaldada por una inscripción de la Estoa sagrada que data de mediados del siglo 100 a. C., en la que se menciona la construcción del gimnasio. La construcción se retrasó durante algún tiempo debido a problemas financieros, hasta que los hermanos Mosquio y Atenópolis donaron dinero. El gimnasio siguió en uso durante el período romano, pero no se convirtió en unos termas como muchos otros gimnasios de Asia Menor en aquella época.

## Descripción
Estaba situado en la parte sur de la ciudad baja de Priene, justo dentro de las murallas de la ciudad, inmediatamente al oeste del Estadio de Priene. El estadio y el gimnasio pueden considerarse una única entidad interconectada.
En el centro del edificio había una palestra casi cuadrada, de unos 35,1 × 34,4 m. Sus columnas eran de estilo dórico. La parte norte tenía una columnata de dos pisos y un pasillo. Detrás había al menos cinco salas. La del medio era el efebeion o aula, y las dos columnas que tenía delante eran de estilo jónico. La parte posterior del efebeion estaba decorada con columnas corintias. Así pues, el edificio combinaba los tres órdenes clásicos. Se han encontrado numerosas inscripciones con los nombres de los estudiantes grabados en las piedras de mármol. Datan de principios de la época romana. Se calcula que el número total de nombres ronda los 700.
La más occidental de las estancias del lado norte era el lugar de aseo. Las otras habitaciones eran probablemente el konisterion, el korykeion y el elaiothesion. En el lado oeste del edificio había otras cuatro habitaciones y un propileos, con columnas de estilo dórico, que servía de entrada principal al edificio. En el muro oriental del edificio había una segunda entrada, más pequeña.